# Поющий металл (фестиваль)

Скульптура "Мост Дружбы".

«Поющий металл» — международный фестиваль кузнечного искусства, проводимый в Ульяновске.                                                                                                               

## Мероприятия
В рамках мероприятия:
- проходит обмен опытом между кузнецами
- проводятся выставки кованых предметов
- участники демонстрируют своё искусство и создают собственные изделия
- создаётся центральная композиция фестиваля
- проводятся конкурсы исполнителей песен
- проводится кузнечная свадьба
- проводится аукцион кузнечных работ
- проводятся сопутствующие выставки и мероприятия

Кроме того, фестиваль преследует цели:
- привлечение внимания молодёжи к искусству ковки
- повышение туристической привлекательности Ульяновской области

## История

### Фестивали в мире
Первые фестивали появились в XVIII веке в Великобритании и были они музыкальные. Ежегодно в конце августа в чешскую крепость Гельфштын (Helfštýn) съезжаются кузнецы со всего мира. Мастера работают в 10 мастерских под открытым небом. Многие из созданных ими произведений остаются в коллекции крепости или украшают городок Липник-над-Бечвой.  Традиция встреч мастеров художественной ковки под открытым небом зародилась в 1981 году. А в 2018 году Международный фестиваль кузнечного искусства Hefaiston можно уверенно считать рекордсменом. В августе Гельфштын собрал кузнецов в тридцать седьмой раз.  На Сицилии, в Стиа (Италия) проведение первого фестиваля состоялось еще в 1973 году. Кузнечные фестивали в Южной Италии проводятся обычно через год и имеют формат чемпионата, и к настоящему моменту состоялось только 23 мероприятия.Третьим в Европе и абсолютным рекордсменом на постсоветском пространстве считают фестиваль Парк кованых фигур в Донецке. Впервые донецкие кузнецы провели публичное мероприятие в 1997 году, а в сентябре 2018 года состоялся юбилейный XX фестиваль.
- Международный фестиваль кузнечного мастерства в Донецке проходят с конца 90-х годов XX столетия.

- Свято ковалів  (Праздник кузнецов) — традиционный ежегодный Международный кузнечный фестиваль в городе Ивано-Франковске, проводится с 2001 года.

### Фестиваль в Ульяновске
Организаторы фестиваля в Ульяновске — Кузнечный Двор «Корч» — решили поддержать инициативу украинского кузнеца-художника, руководителя Гильдии кузнецов Донбасса Виктора Бурдука, который решил поселить в своем Парке кованых фигур голубей из металла с разных уголков мира.

### Фестиваль в других городах
Кузнечный фестиваль в Бывалино.

## Прошедшие фестивали
Фестиваль будет проводиться один раз в два года. На данный момент проведено 4 фестиваля. Организаторами обоих является Ульяновский кузнечный двор «Корч».

### 2006

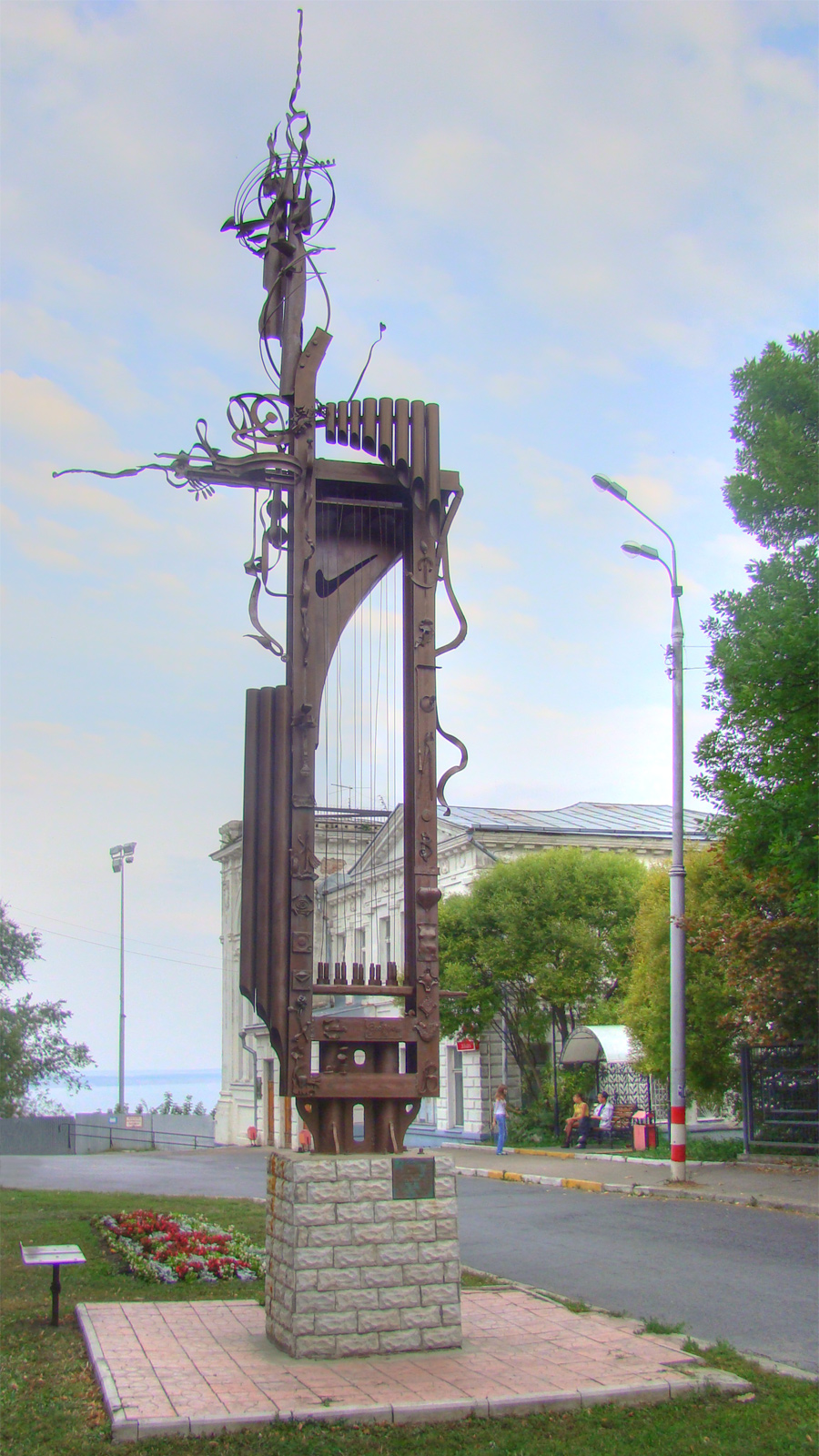
Ветровой орган

Проведён с 10 по 13 августа. Приурочен к 20-летию кузнечного двора «Корч». Участвовали 68 мастеров из 28 городов России, Украины и Беларуси.
Центральная композиция — Ветровой орган, установлен около Областной Филармонии (на центральной площади). Высота — восемь метров, вес — около двух тонн. Каждый участник выковал эмблему с названием своего города или именем своей кузницы, после чего все эмблемы были закреплены по периметру конструкции органа. Это третий в мире ветровой орган.

### 2008

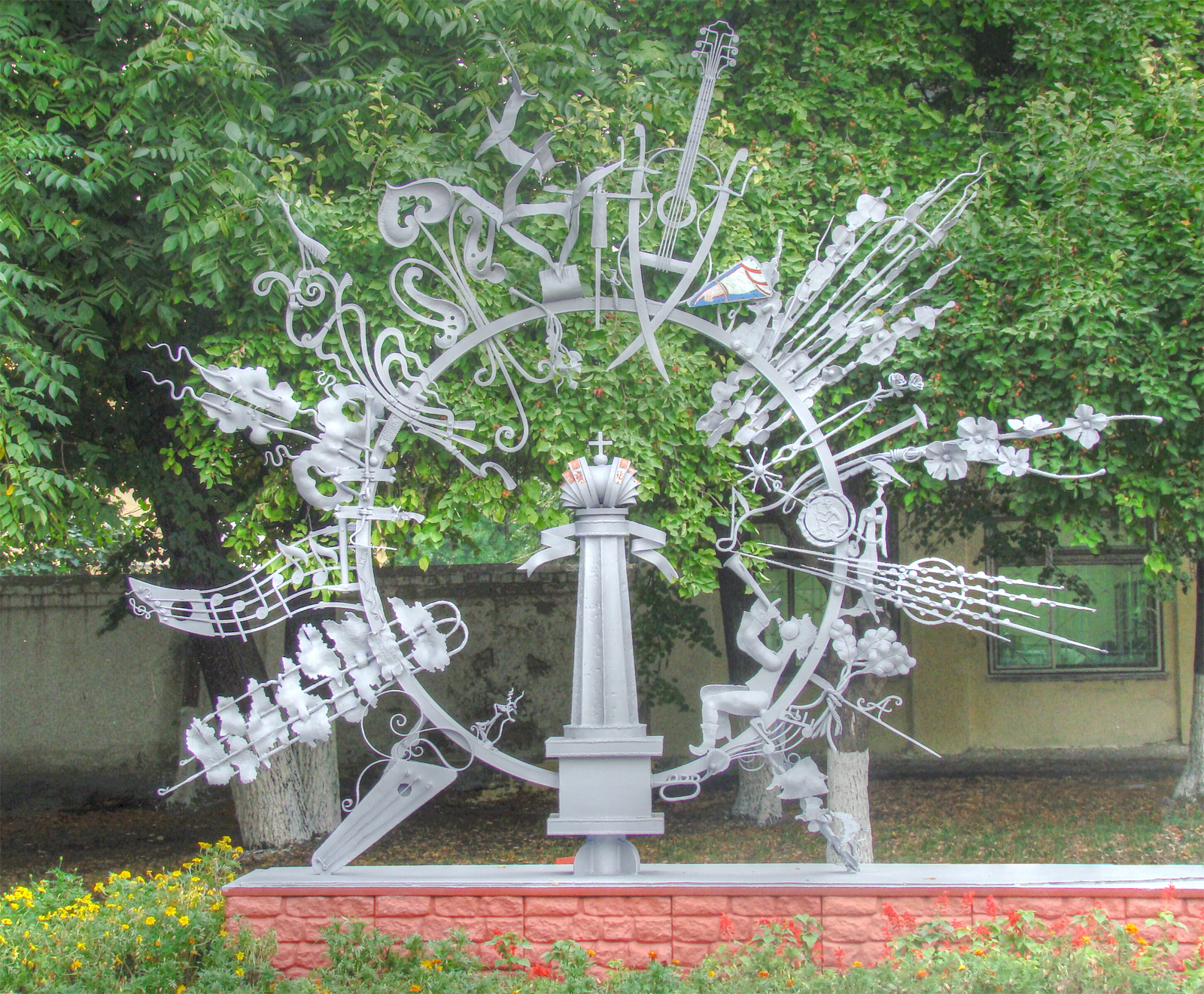
Первый круг

Проведён с 15 по 17 августа. Посвящён 360-летию города Симбирска-Ульяновска. Участвовало около 100 кузнецов из 15 городов России, стран ближнего и дальнего зарубежья (Белоруссия, Казахстан, Украина, Чехия, Австрия, Польша, Финляндия, Италия).
Центральная композиция — Первый круг, установлен около памятника Карлу Маркса (на центральной площади). Символизирует путь, пройденный городом за полный оборот круга (360 лет — 360 градусов). В центре окружности стоит гербовый символ Ульяновска — столб с короной, а по окружности установлены фигуры, созданные мастерами за время фестиваля.

### 2010
Проведен с 12 по 15 августа. Место проведения — площадь В. И. Ленина (ныне Соборная площадь).

### 2012
IV Международного фестиваля кузнечного искусства «Поющий металл» проведён с 09 по 12 августа. Место проведения — площадь В. И. Ленина. Центральная композиция — «Мост Дружбы».

### 2014
V Фестиваль кузнечного искусства «Поющий металл», который состоялся 15-17 августа в Ульяновске. 

## Галерея

Скульптура "Дерево влюблённых".
Статуя «Чудотворная Яблоня».
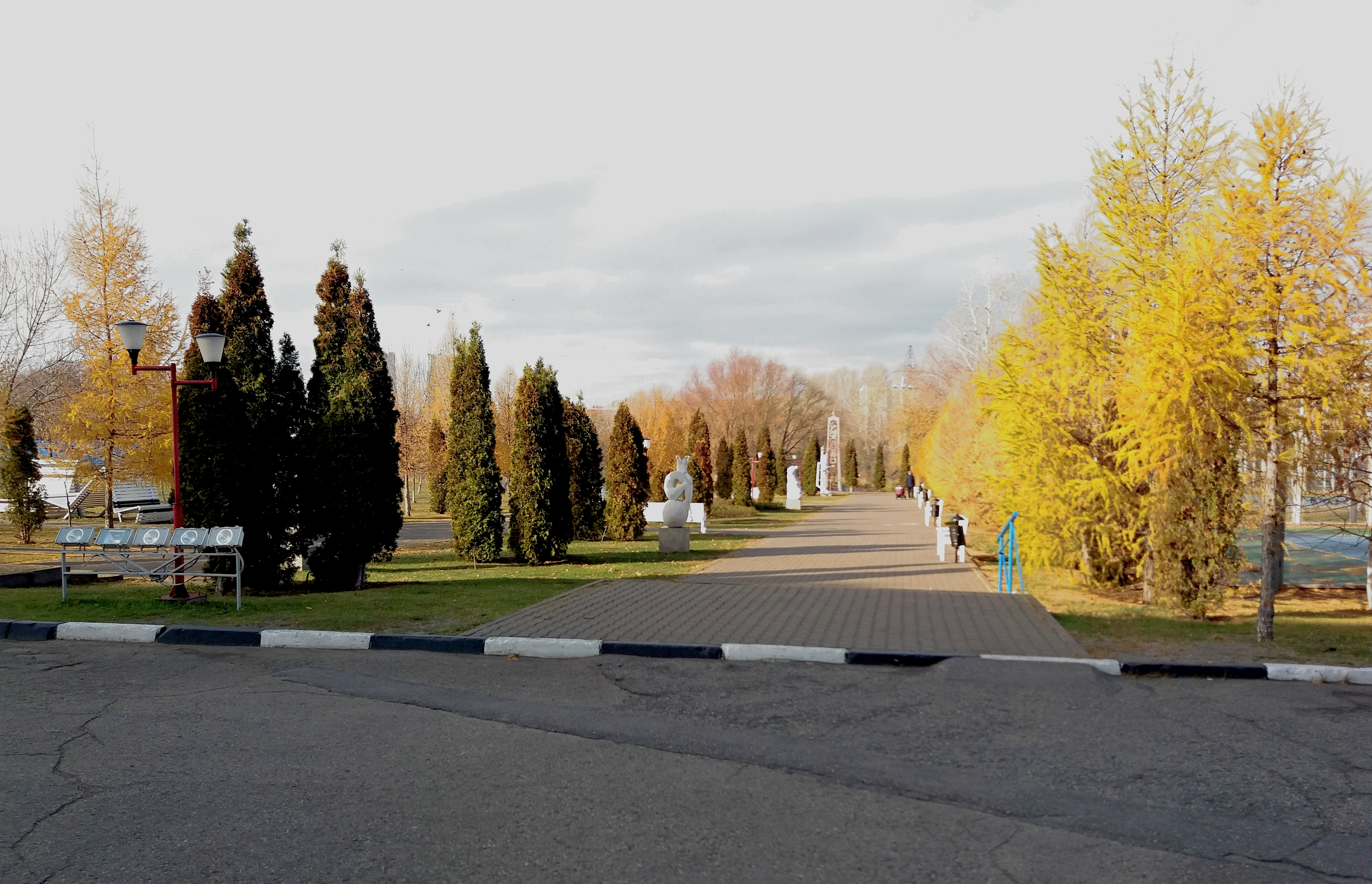
Аллея Городов-побратимов (УГУ, Ульяновск).
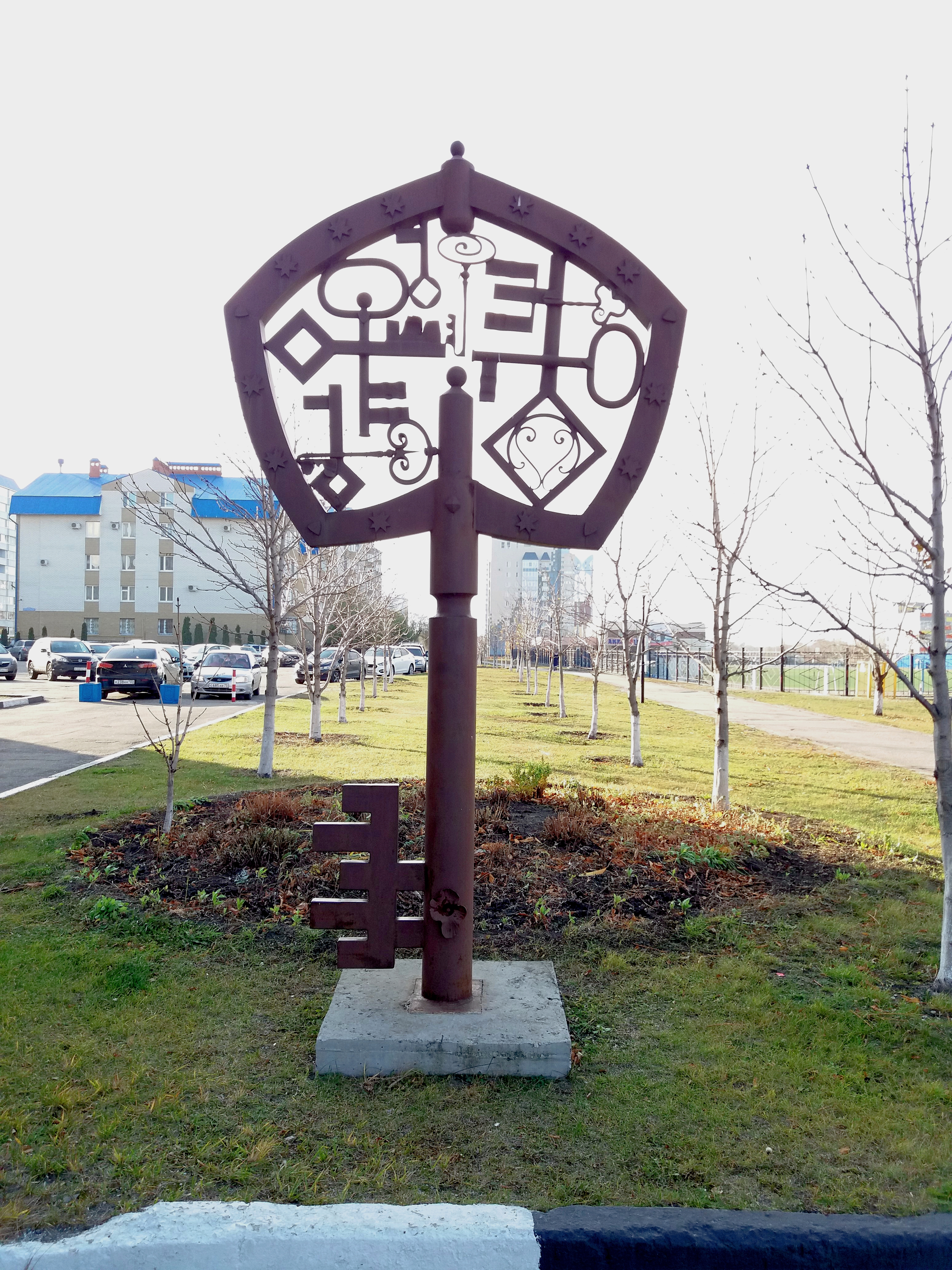
Скульптура "Ключ".
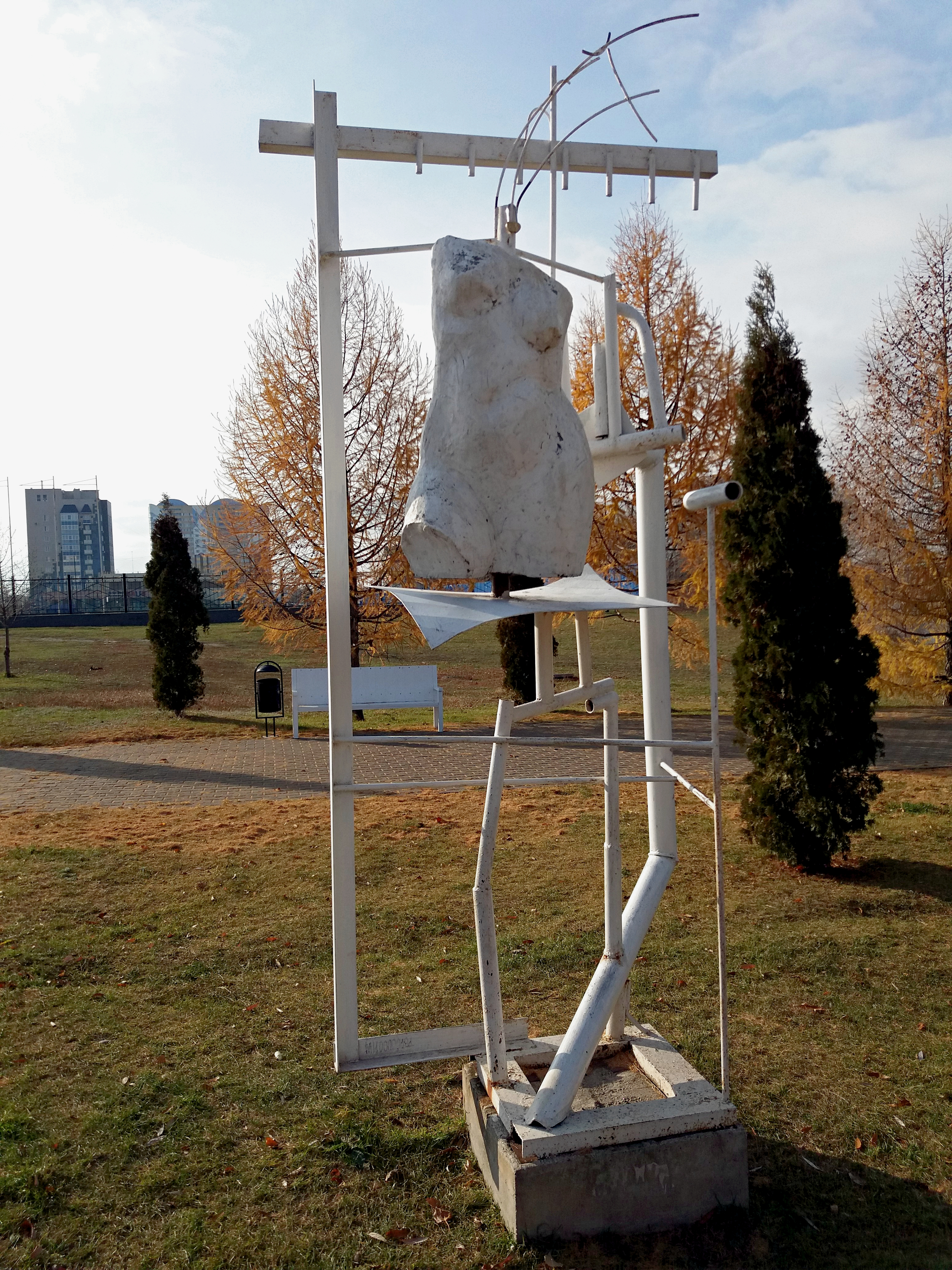
Скульптура "Муки творчества".
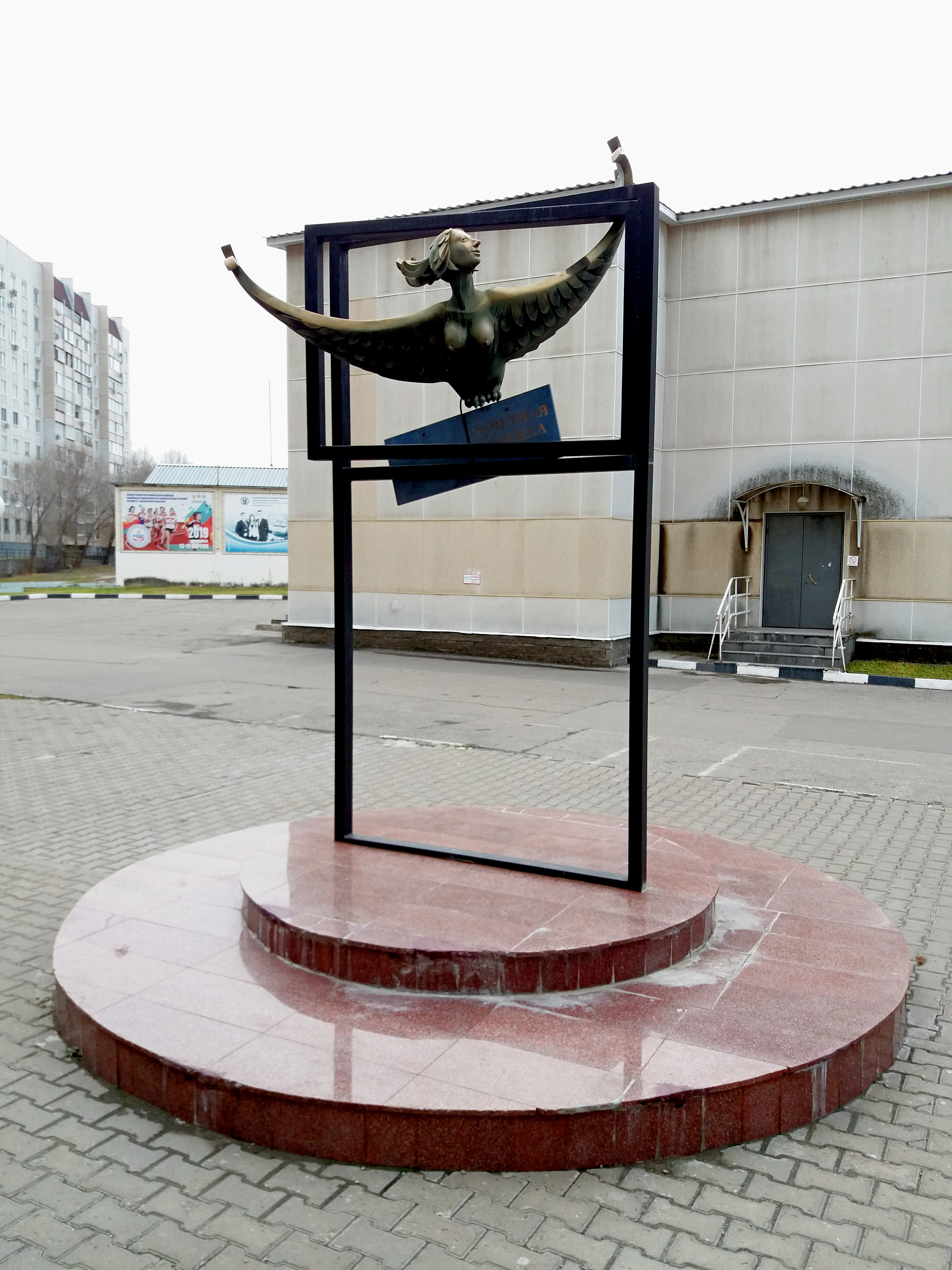
Скульптура "Халяве".